# Leedewijk-Zuid
Leedewijk-Zuid is een woonbuurt in de Nederlandse stad Leiden, die deel uitmaakt van wijk Merenwijk.